# Jovti Vody
Jovti Vody (en ukrainien : Жовті Води) ou Jeltie Vody (en russe : Желтые Воды ; en polonais : Żółte Wody) est une ville de l'oblast de Dnipropetrovsk, en Ukraine. Sa population s'élevait à 41 960 habitants en 2022.

## Géographie
Jovti Vody est située sur la rivière Ritchka Jovta (en ukrainien : Річка Жовта, littéralement « eaux jaunes »), à 110 km à l'ouest de Dnipro.

## Histoire
La bataille de Jovti Vody eut lieu en 1648 à l'emplacement de la ville actuelle. Elle vit la victoire des Cosaques d'Ukraine conduits par Bogdan Khmelnitski sur les troupes polonaises. Le village de Jovta Rika (en ukrainien : Жовта Ріка) fut fondé en 1895.
En 1950, des gisements d'uranium furent découverts dans les environs et immédiatement mis en exploitation. Le 24 juillet 1951, fut fondé le Vostotchny gorno-obogatitelny kombinat (en russe : Восточный горно-обогатительный комбинат), un combinat d'extraction et de concentration du minerai d'uranium. L'extraction commença en 1956 et le premier concentré fut produit en 1959. C'est le plus important complexe d'extraction d'uranium d'Europe. Il assure une partie minoritaire des besoins en uranium de l'Ukraine.

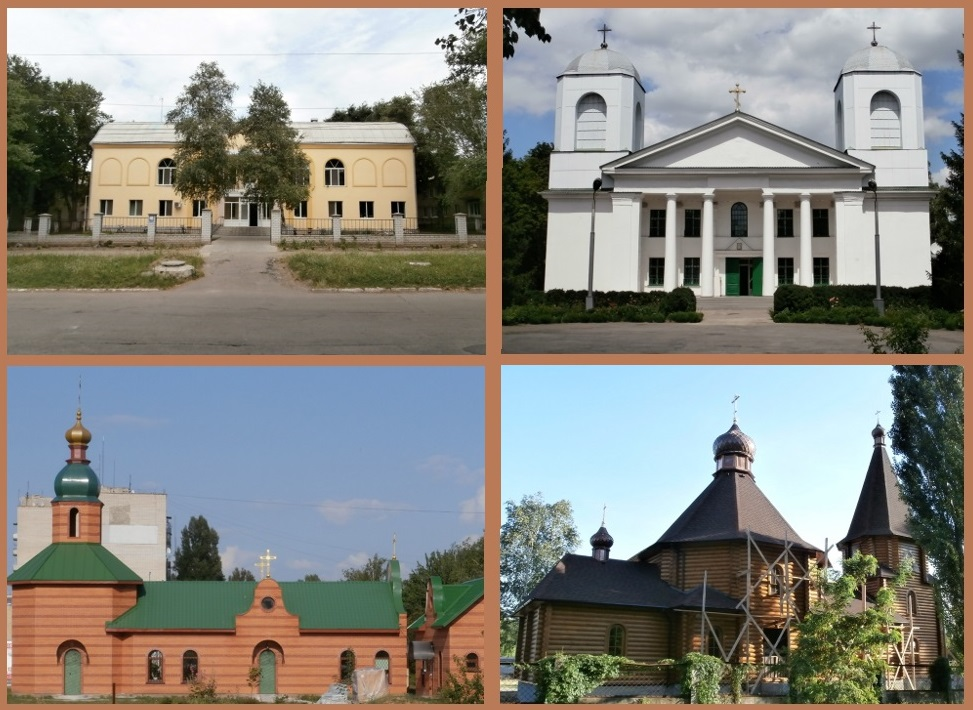
Eglises de la ville.

Jovti Vody a le statut de ville depuis 1957.

## Population
Recensements (*) ou estimations de la population :
| 1939* | 1959*  | 1970*  | 1979*  | 1989*  | 2001*  |
| ----- | ------ | ------ | ------ | ------ | ------ |
| 6 522 | 32 406 | 40 334 | 51 653 | 61 690 | 53 582 |

| 2012   | 2013   | 2014   | 2015   | 2016   | 2017   |
| ------ | ------ | ------ | ------ | ------ | ------ |
| 47 689 | 47 509 | 47 284 | 46 763 | 46 267 | 45 613 |

### Lieux culturels en images

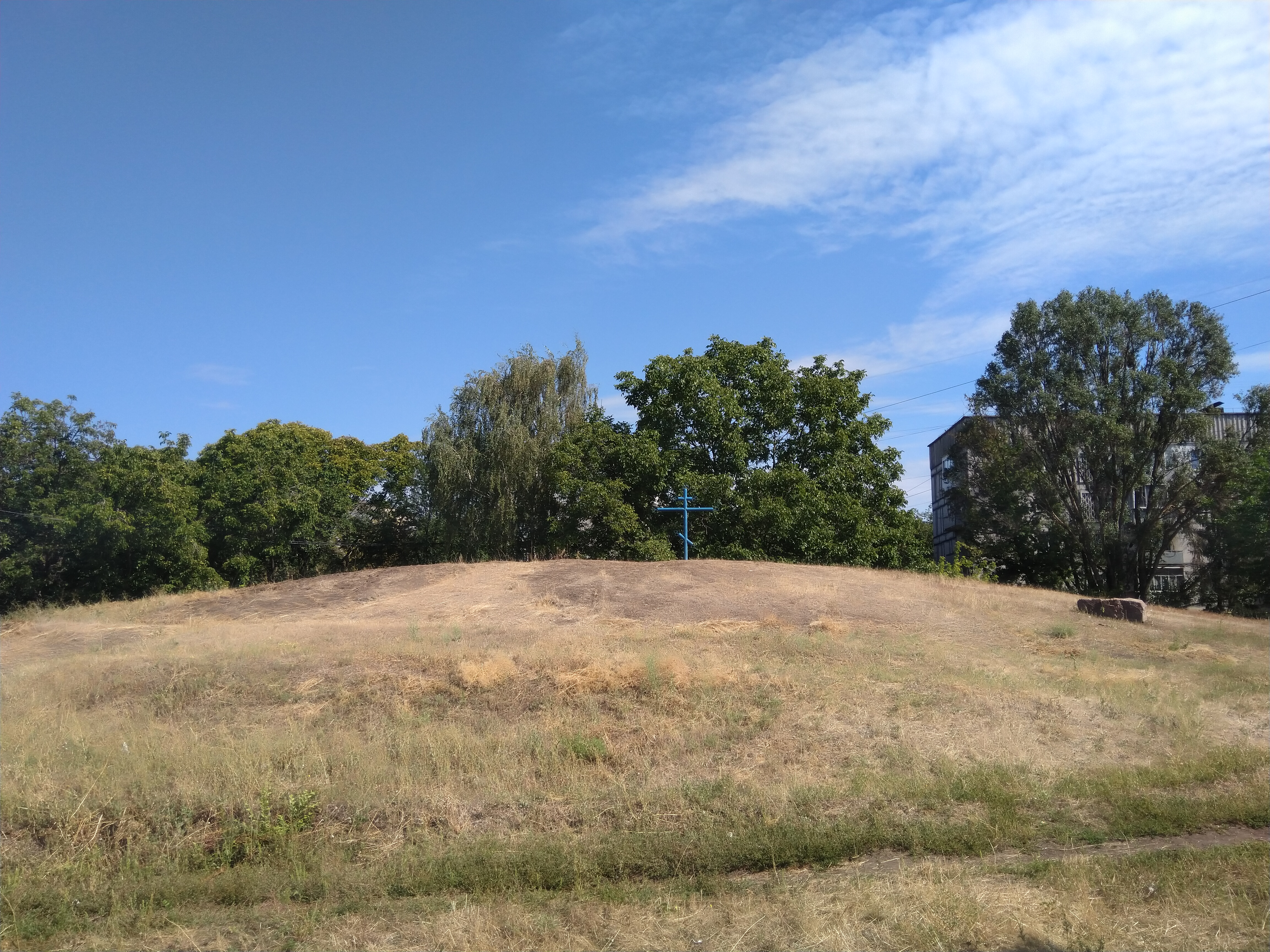
Kourgan cosaque classé
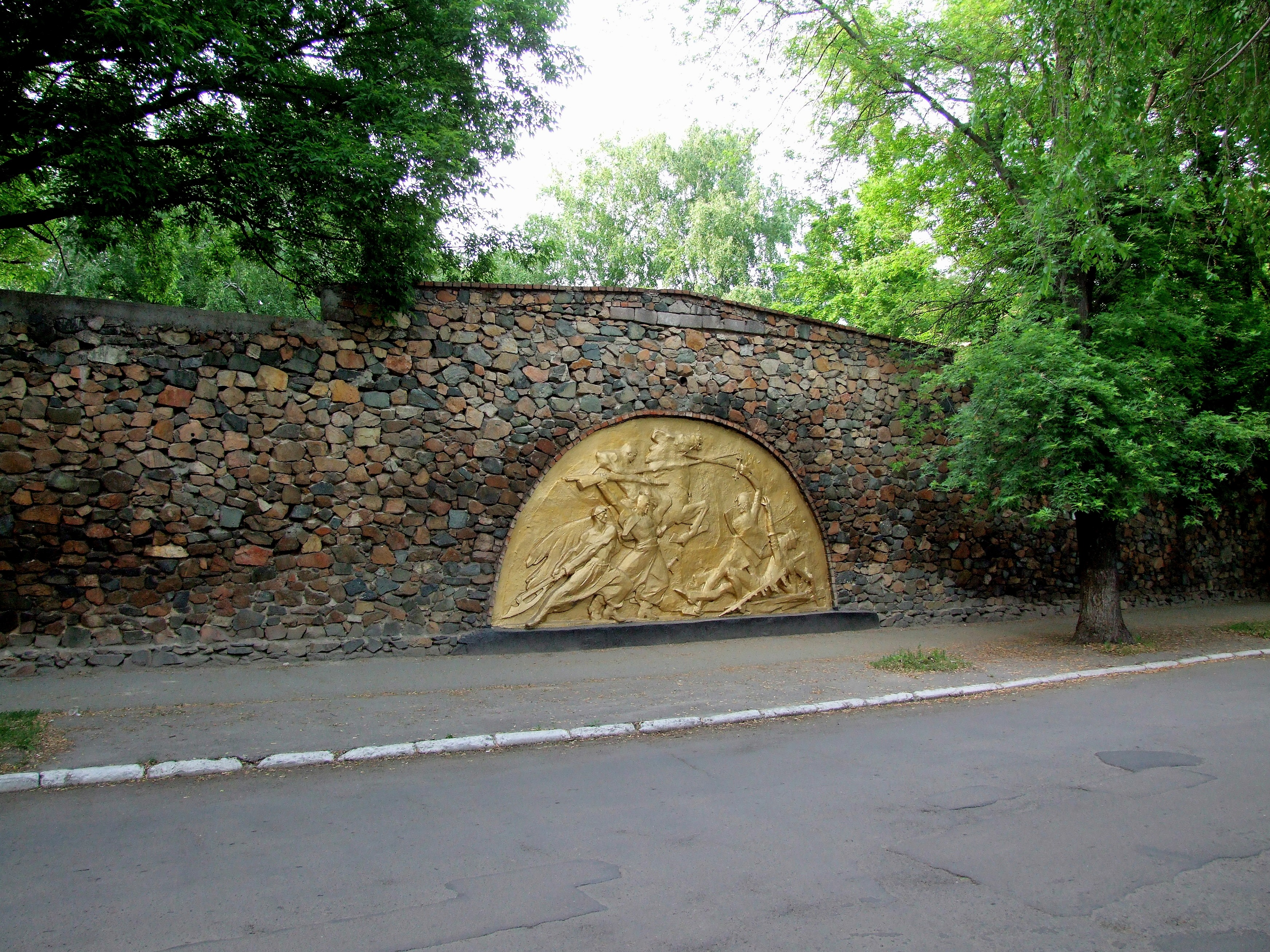
mémorial à la bataille de Jovti Vody classé
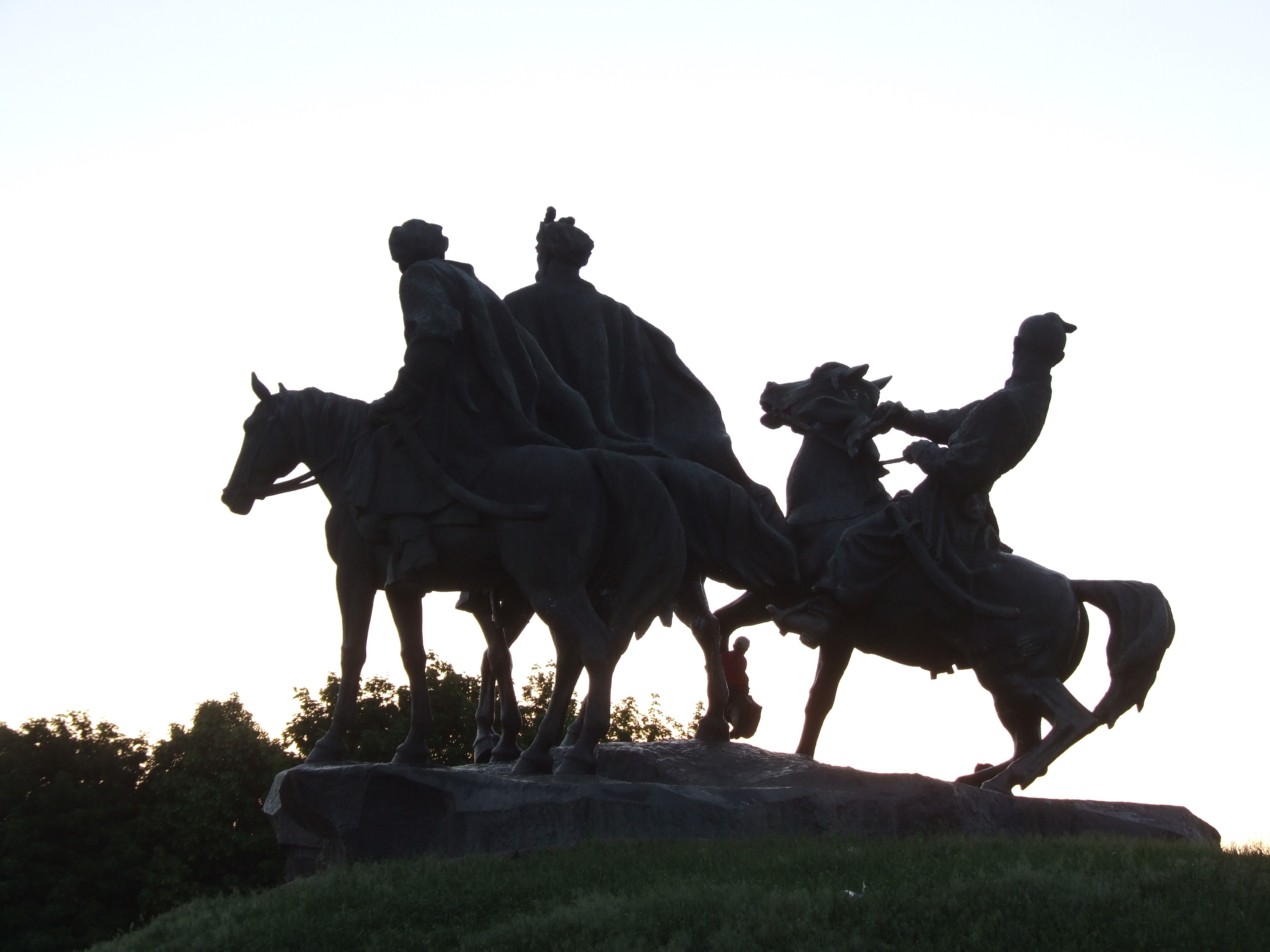
monument à la libération de 1654 classé[6].